# Lisa Vidal
Lisa Vidal (New York, 13 juni 1965) is een Amerikaanse actrice met een Puerto Ricaanse achtergrond.
Vidals ouders emigreerden van Puerto Rico naar het New Yorkse stadsdeel Manhattan, waar Lisa en haar twee zussen Christina en Tanya geboren werden.
Lisa was 14 jaar oud toen ze ging acteren in de theaterserie Oye Willie en later maakte ze haar debuut in een kleine rol in Delivery Boys. Al snel was ze op televisie met rollen in shows als The Cosby Show.
Van 1994 tot 1995 werkte Vidal in New York Undercover als een politieagent genaamd Carmen.
Ze speelde ook in: The Brian Benben Show van 1998 tot 1999 als Julie; Third Watch van 1999 tot 2001 als Sarah Morales; ER van 2001 tot 2004 als Sandy Lopez; High Incident (1996) en The Division in 2001, waarvoor ze in 2002 een nominatie ontving van de Alma Award in de categorie Beste actrice.
Vidal heeft ook gespeeld in de films: Naughty or Nice (2004); Chasing Papi (2003); I Like It Like That (1994); The Wonderful Ice Cream Suit (1998) en in "Night and the City" (1992), met Robert De Niro en Jessica Lange.